# فلوريسفالدو دي أوليفيرا
فلوريسفالدو دي أوليفيرا (18 نوفمبر 1958 - 26 سبتمبر 2012)، المعروف باسم «كابو برونو»، كان حارسًا برازيليًا وقاتلًا متسلسلًا وضابطًا سابقًا في الشرطة العسكرية لولاية ساو باولو متهمًا بأكثر من 50 جريمة قتل على مشارف ساو باولو خلال الثمانينيات. يُعتبر «أحد أكثر الشخصيات إثارة للجدل في سجلات الشرطة»، وقد اعترف في البداية بهذه الجرائم، لكنه أنكرها لاحقًا في شهادته.

## سيرته الذاتية
ولد فلوريسفالدو دي أوليفيرا في أوتشوا في ولاية ساو باولو. جاء لقب «كابو برونو» من طفولته في كتاندوفا، استفزازًا من أصدقائه الذين قارنوه بمدمن كحول محلي يدعى برونو. حتى أن والدته بدأت تناديه بهذا الاسم. كان كابو برونو معروفًا بأنه حارس، شخص يقتل خارج نطاق القانون. وقيل إنه قتل «لكرهه للأقلية»، على الرغم من أن الشهادات تشير إلى أن بعض عمليات الإعدام كانت بسبب مظهر الضحايا.
كان يقتل دائمًا تقريبًا في وقت فراغه، في منطقة جاباكوارا، وقال بعض السكان إن «في عصره كان هناك الكثير من انعدام الأمن». ويُزعم أن التجار كانوا «عملاؤه» الأكبر، لكنه نفى ذلك. كان خوسيه أباريسيدو بينيديتو الناجي الوحيد من جرائم القتل في كابو برونو: بعد إطلاق النار عليه، تظاهر بالموت وتمكن من الفرار. وقد اكتسب الصحفي كاكو بارسيلوس شهرة واسعة بسبب تقاريره التي نشرها، حيث كان هو الذي قام بتغطية آخر أحداث سجن المجرم لصالح صحيفة جورنال ناسيونال. وقعت معظم حوادث إطلاق النار التي اتهم بها في عام 1982، وتسببت العديد من الجثث المليئة بالرصاص والتي عثر عليها في المنطقة خلال ذلك العام في حالة من الذعر. كما أن السيارات التي كان يستخدمها - شيفروليه شيفيه، وفورد مافريك، وشيفروليه أوبالا - والتي كانت ألوانها تتغير دائمًا، زادت من شهرته.
اعتقل لأول مرة في 22 سبتمبر 1983، بأمر من المحكمة، بعد اتهامه بأكثر من عشرين جريمة قتل (اعترف بها العديد من الشهود)، على الرغم من أنه اعترف بجريمة واحدة فقط: في 6 فبراير 1982، في حي جارديم سيلما الفقير، حيث أبلغ عنه أحد أصدقاء الضحية، الذي نجا. وبعد سنوات عديدة اعترف بارتكاب نحو عشرين جريمة قتل، ووفقًا لزوجته الثانية: «الضحايا الآخرون ألقوا اللوم عليّ. كان هناك أشخاص قتلوا وقدموا أنفسهم على أنهم من كابو برونو». ووفقًا لها، فقد افترض أن «هذا لن يحدث فرقًا كبيرًا». في ذلك الوقت، قدرت شرطة ساو باولو العسكرية أن كابو برونو وما لا يقل عن اثني عشر ضابط شرطة، بما في ذلك اثنان من كبار المسؤولين (نقيب وملازم)، سيكونون مسؤولين عن العديد من عمليات الإعدام في المنطقة الجنوبية من المدينة. وذكرت الشرطة أيضًا أن العديد من عمليات الإعدام كانت ستقوم بناءً على مظهر الضحية فقط، بما في ذلك صبي قُتل بسبب وشم صليب صغير على معصمه - بالنسبة لكابو برونو، فإن أي وشم يشير إلى مجرم، وفقًا لمنطقه الديني. بحلول الوقت الذي بدأت فيه التحقيقات، كانت العصابة على ما يبدو محمية من قبل الرتب الأعلى، لكن جمع الأدلة والقرائن المسبق أدى إلى انهيار المنظمة بأكملها.
بعد 12 محاكمة —في واحدة منها، ذهب العديد من ضباط الشرطة الآخرين إلى المحكمة للصحافة، ولكن الأدلة كانت وفيرة  —حُكم على كابو برونو بالسجن لمدة 113 عامًا. وبعد فراره ثلاث مرات، آخرها في 30 مايو/أيار 1991، احتجز في سجن خوسيه أوغوستو سيزار سالغادو في تريميمبي. وادعى أنه أصبح إنجيليًا وقال إنه يفضل عدم تسميته برونو.  في عام 1998، أقيم معرض للوحاته الزيتية على الأكريليك في ساو باولو. في يوليو 2008، بصفته قسًا في الكنيسة المسكونية بالسجن، تزوج هناك من ربة منزل كانت تقوم بأعمال تطوعية. وفي عمله كقس، أصبح ليندمبرج ألفيس أحد أتباعه.

## إطلاق السراح والموت
وفي عام 2009، وبعد أن أمضى سدس مدة عقوبته، طلب تحويل عقوبته إلى نظام شبه مفتوح. طلبت النيابة العامة للدولة إجراء فحص نفسي اجتماعي إجرامي، أُجري على مرحلتين وبآراء إيجابية بشأن تقدم العقوبة، والذي منح في 19 أغسطس
وعلى الرغم من النظام شبه المفتوح، فقد حُرم في ذلك العام من الاستفادة من الإجازة المؤقتة، والتي لم يكن بإمكانه الحصول عليها إلا اعتبارًا من عام 2017، بسبب تاريخه في الهروب. ومع ذلك، في 22 أغسطس/آب 2012، منحته محكمة تاوباتي حريته بعد 27 عامًا من السجن. وبالإضافة إلى رأي النيابة العامة، الذي استند إلى قانون ينص على الإفراج النهائي عن السجناء ذوي السلوك الجيد والسجن لأكثر من عشرين عامًا، فقد عززت الوثائق التي تحمل الثناء من المسؤولين ومن إدارة P2 نفسها فيما يتعلق بسلوكه في السجن، القرار بشكل موحد. قام بتجليد رخصة الإصدار الأصلية وكان يحمل دائمًا نسخة منها معه، بالإضافة إلى قائمة تتضمن عشرة أحلام يرغب في تحقيقها قبل وفاته. «أثناء هروبي، كانوا الشرطة يوقفونني دائمًا»، اشتكى مازحًا. «الآن بعد أن حصلت على الترخيص، لن يوقفني أحد.»
بعد ما يزيد قليلاً عن شهر من خروجه من السجن، قُتل كابو برونو بثمانية عشر أو عشرين رصاصة في حي كوادرا كوبرتا، في بيندامونهانجابا، حوالي الساعة 11:30 مساءً يوم 26 سبتمبر 2012. وكان عائداً من قداس ديني في بلدية أباريسيدا برفقة أقاربه، عندما أطلق عليه رجلان النار؛ ولم يصاب أقاربه بأذى. وأوضح الملازم في السرية الثانية من الكتيبة الخامسة من الشرطة العسكرية أنه «بحسب شهود عيان، فإن رجلين وصلا سيراً على الأقدام وأطلقا النار عليه فقط». «ربما كان ذلك بمثابة إعدام، لكن الأمر الآن متروك للشرطة المدنية للتحقيق». وبما أنه أعلن عن وفاته في مكان الحادث، لم ينقل برونو إلى المستشفى؛ قام خبراء مسرح الجريمة بجمع أغلفة القذائف من مسدس سميث أند ويسون. وسلاح آخر، وهو مسدس كولت أوتوماتيكي عيار 38.